# Stringimi (Mao)
Stringimi è il primo singolo estratto da Casa, secondo album del gruppo musicale italiano Mao e la Rivoluzione, pubblicato dall'etichetta discografica Virgin Music nel 1997.
Per via della partecipazione al Festival di Sanremo con la canzone Romantico, il nome della band viene abbreviato in Mao. Casa rappresenta il secondo e ultimo album di Mao insieme alla formazione Mao e la Rivoluzione.
Il 13 ottobre 2022, a venticinque anni esatti dalla pubblicazione dell'album Casa, Mao pubblica a sorpresa il videoclip di Stringimi #25, registrato in duetto con Bianco e girato ai Murazzi del Po di fronte allo storico locale Giancarlo.

## Tracce
CD singolo
1. Stringimi – 3:30 (Testo: Mauro Gurlino, Federico Bersano Begey - Musica: Mauro Gurlino, Matteo Salvadori)
2. Stringimi (Begey trip) – 4:30 (Testo: Mauro Gurlino, Federico Bersano Begey - Musica: Mauro Gurlino, Matteo Salvadori)
3. Come ho perso la guerra (acustica) – 2:53 (Testo: Mauro Gurlino - Musica: Mauro Gurlino)
4. Al limite (acustica) – 2:54 (Testo: Mauro Gurlino - Musica: Mauro Gurlino, Matteo Salvadori)

CD promo
1. Stringimi – 3:30 (Testo: Mauro Gurlino, Federico Bersano Begey - Musica: Mauro Gurlino, Matteo Salvadori)

## Crediti
- Preproduzione: Ala di Stura (Torino) e Racca (Cuneo)
- Registrato e missato da Claudio Morselli all'Esagono Recording Studio (Rubiera, Italia)
- Stringimi (Begey trip): programmazioni di Federico Bersano Begey
- Come ho perso la guerra (acustica) e Al limite (acustica) registrate e missate da Mauro “Mao” Gurlino in "Casa sua"
- Masterizzato al Profile Studio (Milano, Italia) da Paul Libson
- Produzione artistica: Mao e la Rivoluzione
- Produzione: Mescal
- Produzione esecutiva: Valerio Soave per Mescal
- Assistente alla produzione esecutiva: Lucio Serra
- Segretarie di produzione: Luisa Cavalleris e Manuela Longhi
- Edizioni: Essequattro Music Italia s.r.l.
- Numero di catalogo (CD singolo): 944882
- Numero di catalogo (CD promo): PCDG 80

## Videoclip
- 2022 - Stringimi #25 (feat. Bianco) (regia di Mattia Martino)[7]

## Formazione
- Mauro “Mao” Gurlino: voce, chitarra acustica
- Matteo Salvadori: chitarra elettrica
- Gianluca “Mago” Medina: basso
- Paolo “Gep” Cucco: batteria, campionatore